# Бремер, Фредрика
Фредрика Бремер (швед. Fredrika Bremer; 17 августа 1801, Або, Герцогство Финляндское — 31 декабря 1865, фамильный замок Эрста, под Стокгольмом) — шведская писательница, путешественница, влиятельная феминистка, педагог-просветитель.

## Биография
Фредрика Бремер родилась 17 августа 1801 года в городе Або в тогдашней шведской провинции, в семье богатого купца.

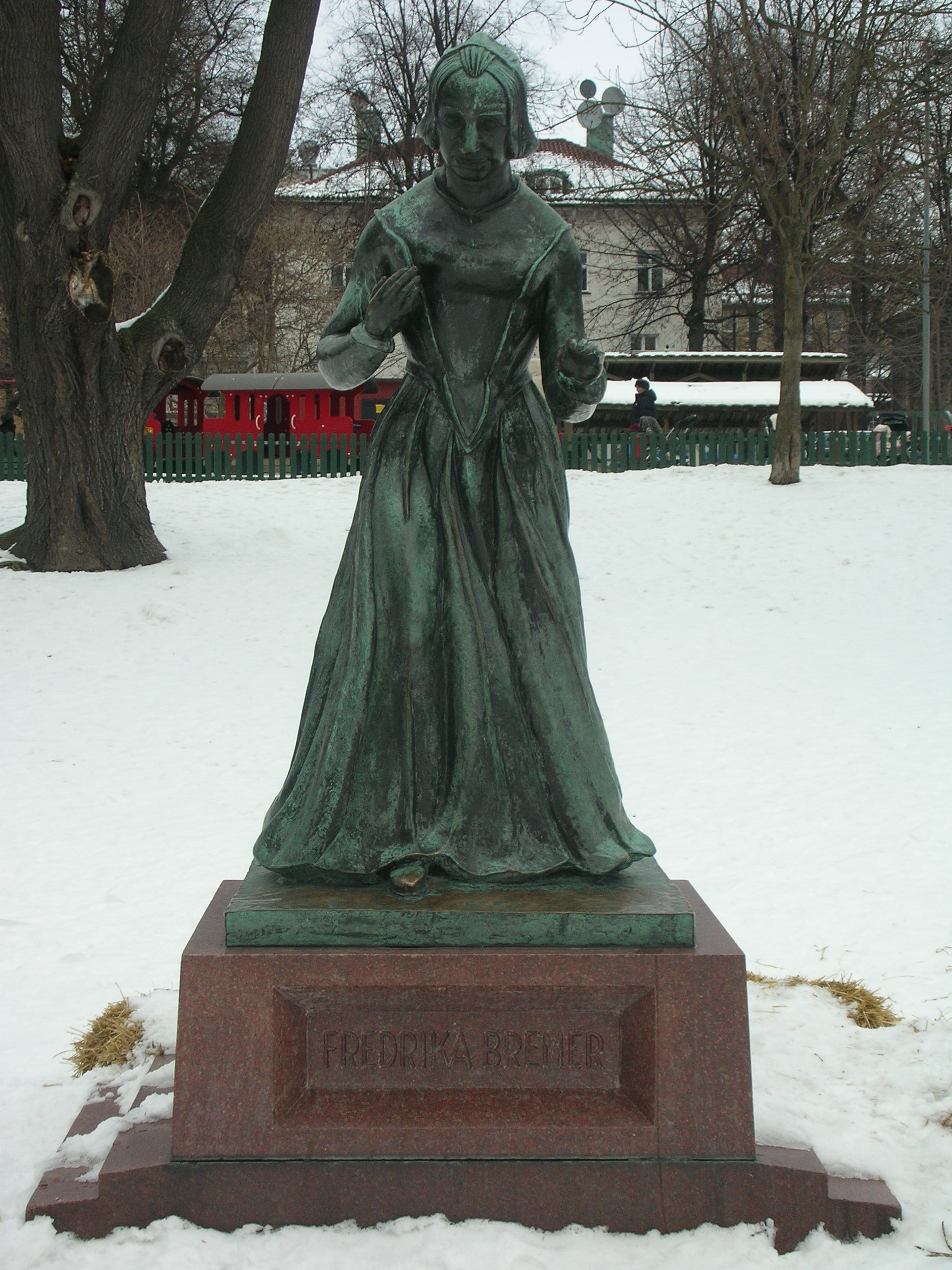
Сигрид Фридман. Памятник Фредрике Бремер. Стокгольм

В 1804 году в трёхлетнем возрасте вместе с семьей переехала в имение Эрста в 20 милях от Стокгольма, которое приобрёл её отец Карл Фредрик Бремер (1770—1830). Фредерика прожила там почти безвыездно до 1820 года. Воспитание, полученное ею и её сестрами, было крайне суровое; родители, особенно отец, были очень строги и грубы и не обращали никакого внимания ни на темперамент, ни на наклонности своих детей. Постоянное стеснение и однообразная, угрюмая обстановка, производили сильное впечатление на пылкую, живую Фредрику: она чувствовала, что в ней таятся силы, которые гибнут без пользы, и это её так тяготило, что она начала хворать. В 1821 году вся семья отправилась в поездку на континент - Германия, Швейцария, Франция, Нидерланды. Около этого времени Фредерика познакомилась с сочинениями Шиллера, которые произвели на неё очень сильное впечатление. По возвращении из-за границы домашняя жизнь её потекла по-прежнему, и единственным развлечением её сделалось литературное творчество.
Вопреки давлению семьи, Фредрика так и не вступила в брак и отдала жизнь литературе. В 1820—1830-х анонимно опубликовала сборник рассказов «Картины повседневной жизни», семейные романы «Соседи», «Родной дом»; за них Шведская академия наградила её малой золотой медалью. В 1840-х годах выступала с поддержкой рабочего движения в Великобритании.
С 1849 по 1851 годы осуществила поездку на Кубу и США, встречалась с Ральфом Эмерсоном, Генри Лонгфелло, Натаниэлем Готорном. Позднее путешествовала по Швейцарии, Италии, Палестине, Греции, оставила путевые записки о посещении этих стран.
В 1850 году, когда в Айове (США) появился новый округ, губернатор Стивен Хемпстед назвал его в честь Фредрики Бремер.
Фредрика Бремер скончалась 31 декабря 1865 года в фамильном имении Эрста, под Стокгольмом.
Её именем названа первая крупная национальная женская организация Швеции — Союз Фредрики Бремер, созданный в 1884 году.

## Сочинения
Наиболее значительный отклик получил её феминистский роман «Герта, или История одной души» (1856).

## В культуре
В знаменитом в своё время романе Олкотт «Маленькие женщины» героини читают прозу Фредрики Бремер.
В повести Сельмы Лагерлёф «Удивительное путешествие Нильса Хольгерссона с дикими гусями по Швеции» автор вспоминает, как в её семье вечерами читали в том числе и «фрёкен Бремер».
Биографический роман о кубинском путешествии Фредрики Бремер «Фредрика в раю» (1999) написал живущий в Швеции кубинский писатель Рене Васкес Диас.